# Gylippus afghanensis
Espèce
Gylippus afghanensis est une espèce de solifuges de la famille des Gylippidae.

## Distribution
Cette espèce est endémique d'Afghanistan.

## Description
La femelle holotype mesure 18 mm.

## Étymologie
Son nom d'espèce, composé de afghan[istan] et du suffixe latin -ensis, « qui vit dans, qui habite », lui a été donné en référence au lieu de sa découverte, l'Afghanistan.

## Publication originale
- Roewer, 1960 : Solifugen und Opilioniden, Araneae, Orthognathae, Haplogynae und Entelegynae (Contribution a l’étude de la faune d'Afghanistan, 23). Göteborgs Kungliga Vetenskaps- och Vitterhets-Samhälles handlingar, Göteborg, Ser. B, Matematiska och naturvetenskapliga skrifter, vol. 8, no 7, p. 1-53.